# Anadyrský liman
Anadyrský liman někdy též ústí Anadyru (rusky Анадырский лиман) je záliv na Čukotce, součást Anadyrského zálivu Beringova moře. Anadyrský liman je oddělen od Anadyrského zálivu dvěma dlouhými kosami - Ruskou kočkou a Huckovou zemí. Délka zálivu je cca 36 km a dosahuje šířky až 60 km.
Anadyrský liman je rozdělen do tří částí. Vnější část zálivu je ústím řeky Tretja, jižní část vnějšího zálivu je mělká. Vnitřní část limanu se nazývá Oněmenský záliv a ústí do něho řeka Velikaja. Severně se nachází třetí část zálivu tvořená ústím řeky Kančalan - tzv. Kančalanský liman.
Přílivový režim v limanu je polodenní s výškou přílivu až 1,5 m. Při ústí řeky Anadyr, poblíž plavební trasy, se nachází malý skalnatý ostrov Aljumka.
Na březích zálivu se nachází město Anadyr a osada Ugolně Kopi. V zimě záliv zamrzá a mezi oběma obcemi se dá cestovat po ledovém přechodu. V teplém období je liman brázděn vodními vznášedly, čluny a rybářskými loděmi.
Ve vodách zálivu žije losos gorbuša, losos keta, sleď obecný, treska. V zálivu probíhá intenzivní komerční rybolov.